# Jamal Lewis
Pour les articles homonymes, voir Jamal Lewis (football) et Lewis.
(en) Statistiques sur pro-football-reference
Jamal Lewis est un joueur américain de football américain, né le 29 août 1979 à Atlanta (Géorgie), qui évoluait au poste de running back.

## Biographie

### Carrière universitaire
Il effectue sa carrière universitaire avec les Volunteers du Tennessee de 1997 à 1999.

### Carrière professionnelle
Il est sélectionné au 1er tour, 5e rang au total, lors de la draft 2000 de la NFL par les Ravens de Baltimore. À sa première saison professionnelle, il s'impose comme un élément important en attaque pour les Ravens en courant pour 1 364 yards et marquant 6 touchdowns. Il aide son équipe à remporter le Super Bowl XXXV.
Il manque l'entièreté de la saison 2001 en raison d'une blessure au genou. En 2003, il bat le record de la ligue pour le nombre de yards à la course pendant un match : 295, dépassant les 279 de Corey Dillon. À l'issue de la saison, il est nommé joueur offensif de l'année dans la NFL après avoir mené la ligue sur les yards à la course avec 2 066 yards courus. Il devient le cinquième joueur de l'histoire de la NFL à courir pour au moins 2 000 yards en une saison.
En 2006, il signe un contrat de 3 ans pour 26 millions de dollars. Durant l'intersaison en 2007, il est libéré par les Ravens afin de libérer de l'espace sur leur masse salariale.  Il signe par la suite avec les Browns de Cleveland.

## Statistiques
| Année              | Équipe              | MJ                 |                       | Courses               | Courses               | Courses               | Courses |       | Passes réceptionnées | Passes réceptionnées | Passes réceptionnées | Passes réceptionnées |
| Année              | Équipe              | MJ                 | Nb.                   | Yards                 | Moy.                  | TD                    | Nb.     | Yards | Moy.                 | TD                   |                      |                      |
| 2000               | Ravens de Baltimore | 16                 | 309                   | 1 364                 | 4,4                   | 6                     | 27      | 296   | 11                   | 0                    |                      |                      |
| 2001               | Ravens de Baltimore |                    | N'a pas joué (blessé) | N'a pas joué (blessé) | N'a pas joué (blessé) | N'a pas joué (blessé) |         |       |                      |                      |                      |                      |
| 2002               | Ravens de Baltimore | 16                 | 308                   | 1 327                 | 4,3                   | 6                     | 47      | 442   | 9,4                  | 1                    |                      |                      |
| 2003               | Ravens de Baltimore | 16                 | 387                   | 2 066                 | 5,3                   | 14                    | 26      | 205   | 7,9                  | 0                    |                      |                      |
| 2004               | Ravens de Baltimore | 12                 | 235                   | 1 006                 | 4,3                   | 7                     | 10      | 116   | 11,6                 | 0                    |                      |                      |
| 2005               | Ravens de Baltimore | 15                 | 269                   | 906                   | 3,4                   | 3                     | 32      | 191   | 6                    | 1                    |                      |                      |
| 2006               | Ravens de Baltimore | 16                 | 314                   | 1 132                 | 3,6                   | 9                     | 18      | 115   | 6,4                  | 0                    |                      |                      |
| 2007               | Browns de Cleveland | 15                 | 298                   | 1 304                 | 4,4                   | 9                     | 30      | 248   | 8,3                  | 2                    |                      |                      |
| 2008               | Browns de Cleveland | 16                 | 279                   | 1 002                 | 3,6                   | 4                     | 23      | 178   | 7,7                  | 0                    |                      |                      |
| 2009               | Browns de Cleveland | 9                  | 143                   | 500                   | 3,5                   | 0                     | 8       | 88    | 11                   | 0                    |                      |                      |
| Totaux en carrière | Totaux en carrière  | Totaux en carrière | 2 542                 | 10 607                | 4,2                   | 58                    | 221     | 1 879 | 8,5                  | 4                    |                      |                      |

## Palmarès
- Vainqueur du Super Bowl XXV.
- Pro Bowl : 2003
- Meilleur joueur à la course en 2003, au nombre de yards